# South Asian Society of Criminology and Victimology
Die South Asian Society of Criminology and Victimology (SASCV) ist eine internationale Vereinigung, die 2009 vom indischen Kriminologen Karuppannan Jaishankar gegründet wurde. Die Gesellschaft soll der Förderung von Kriminologie und Viktimologie in südasiatischen Staaten wie Afghanistan, Bangladesch, Bhutan, Indien, Pakistan, Malediven, Nepal und Sri Lanka dienen.
Zu den SASCV-Aufgaben gehören die Förderung von Ausbildungsprogrammen in Kriminologie und Viktimologie, die Suche nach Arbeitsmöglichkeiten für Absolventen der Kriminologie, die Schaffung neuer Zentren/Abteilungen für Kriminologie an Universitäten und Hochschulen sowie Forschungszentren für Viktimologie und die Beratung der Regierungen der südasiatischen Region in politischen Fragen zu Kriminalität, Justiz und Viktimisierung.
Aktueller Präsident ist (Stand 2021) der SASCV-Gründer K. Jaishankar, jeder der beteiligten Staaten stellt einen Vizepräsidenten. Die SASCV-Zeitschrift ist das International Journal of Criminal Justice Sciences (IJCJS). Bisher gab es vier internationale SASCV-Konferenzen, die letzte fand Ende Januar 2020 im indischen Ahmedabad statt.